# Ragionevoli dubbi (serie televisiva)
Ragionevoli dubbi (Reasonable Doubts) è una serie televisiva statunitense di genere drammatico e giudiziaria andata in onda per due stagioni sulla rete NBC. In Italia è stata trasmessa per la prima volta su Rete 4.
In Italia la sigla finale fu affidata ad un singolo di Chris de Burgh, The Lady in Red.

## Episodi
| Stagione         | Episodi | Prima TV originale | Prima TV Italia |
| ---------------- | ------- | ------------------ | --------------- |
| Prima stagione   | 21      | 1991-1992          |                 |
| Seconda stagione | 23      | 1992-1993          |                 |